# Đông Thành, Bắc Kinh

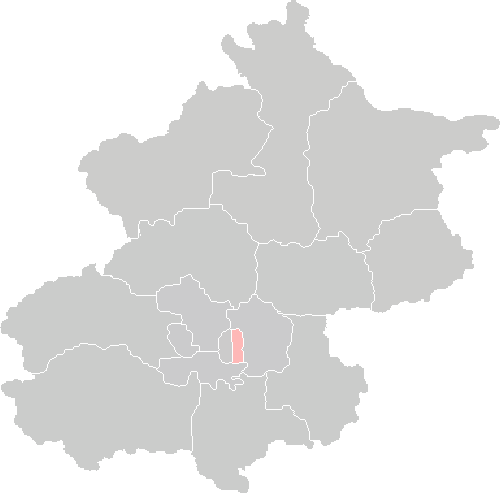
Vị trí tại Bắc Kinh

Đông Thành (tiếng Trung: 东城区, pinyin: Dōngchéng Qū, Hán Việt: Đông Thành khu là một quận nội thành của thủ đô Bắc Kinh, Trung Quốc. Quận Đông Thành có diện tích 24,7 km², dân số theo điều tra năm 2000 là 536.000 người và mật độ dân số là 21.700 người/km².